# Marie de Hautefort
Pour les articles homonymes, voir Hautefort (homonymie).
Marie de Hautefort, née le 7 janvier 1616 au château de Hautefort et morte le 1er août 1691, surnommée par la Cour « l'Aurore », est une dame de la cour de Louis XIII de France. Fille d'honneur de Marie de Médicis et présentée à Anne d'Autriche par sa grand-mère Catherine Le Voyer de Lignerolles (la « Dame de la Flotte »), elle devient dame d'honneur (Dame d'atours) de la reine et l’objet des amours platoniques du roi Louis XIII.

## Biographie
Marie de Hautefort est la dernière née d'une fratrie de sept enfants, dont deux garçons. Ses parents sont Charles, marquis de Hautefort et Renée du Bellay, apparentée au poète de la Pléiade. Orpheline âgée d'à peine de quelques mois est recueillie par sa grand-mère paternelle, Madame de La Flotte.Jeune, très belle, blonde, vertueuse bien qu'assez intéressée, altère et prompte à la raillerie la plus amère, elle plut rapidement au roi. Lors de ses humeurs, le roi l'appelait « la créature ».

### Une favorite «platonique»
C'est au printemps 1630 alors qu'elle est dame d'honneur de la reine Marie de Médicis que Louis XIII la remarque. À la fin de la même année, après la journée des dupes Louis l'impose comme dame d'honneur d'Anne d'Autriche en remplacement de Madame de Fargis, suspectée d'intrigue avec la Cour d'Espagne. La méfiance d'Anne d'Autriche sera de courte durée, Marie prenant le parti de la reine. Lorsqu'en 1637, Anne d'Autriche est mise en difficulté pour avoir correspondu avec la Cour d'Espagne, Marie de Hautefort prend des risques pour la sauver en assurant la liaison avec le porte-manteau de la reine, Pierre de La Porte, qui venait d'être embastillé.
Son amitié pour la reine et ses sarcasmes lui valurent la défaveur du roi entre 1635 et 1637 au profit de la douce Mademoiselle de la Fayette. Lorsque cette dernière prend le voile, Louis XIII se rapproche de nouveau de Marie, mais cette nouvelle idylle connaît des hauts et des bas. En 1639, elle est exilée au château de La Flotte et ne revient à la Cour qu'après la mort du roi en 1643.

### Les temps changent

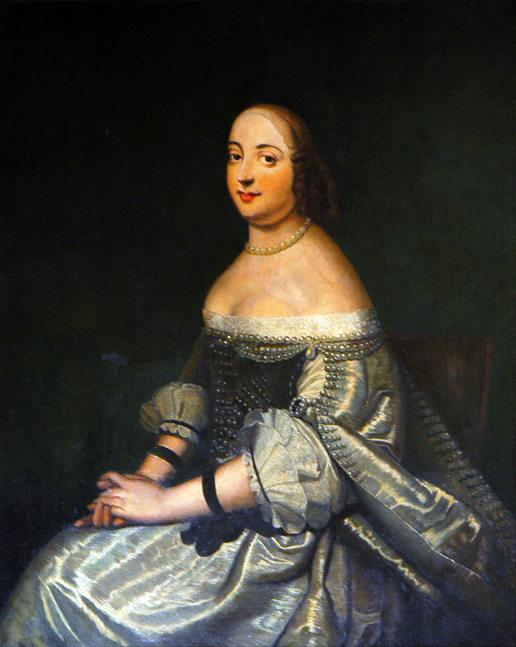
Marie de Hautefort, épouse du maréchal de Schomberg

Au cours de son exil, Marie fait la connaissance au Mans du dramaturge Mairet qui lui dédie sa pièce Sidonie et surtout de Scarron qui lui dédie nombre de ses élégies et continuera à correspondre régulièrement avec elle. Revenue en grâce, Marie obtiendra de la régente une pension pour le poète.
Marie n'est pas impliquée dans la cabale des Importants. Mais comme tous les anciens complices d'Anne d'Autriche, elle ne comprend pas le changement psychologique de la reine devenue régente et, dès lors attachée à préserver une souveraineté intacte pour son fils, le futur Louis XIV. Anne s'appuie sur le cardinal Mazarin, seul capable de maintenir la ligne tracée par Richelieu et de maîtriser les sollicitations exorbitantes des grands du Royaume. De plus sa liberté de langage indispose la régente qui finit par l'éloigner de la Cour en 1654.

### Splendeurs et misère d'une dame de cour
Entourée de prétendants depuis dix ans, Marie finit par épouser, le 24 septembre 1646, à l'âge de 30 ans, Charles de Schomberg, veuf d'Anne d'Halluin. Schomberg, duc et maréchal de France est un fidèle du roi et entraîne son épouse dans une stricte neutralité pendant toute la période de la Fronde. En 1652, Schomberg étant nommé gouverneur de Metz, le couple s'installe dans la ville où ils ont l'occasion d'aider le jeune Bossuet alors à ses débuts. Schomberg meurt en 1656, le couple n'a pas eu d'enfants.
Veuve à 40 ans, Marie s'installe définitivement à Paris où elle fréquente les salons des marquises de Sablé ou de Rambouillet, ou encore celui de Madame de La Fayette. Après la mort de Mazarin, Marie reprend contact avec Anne d'Autriche jusqu'à la mort de cette dernière en 1666. Anne d'Autriche lui rendra justice dans une lettre-testament adressée à son fils :

« Je vous ai recommandé beaucoup de choses, mais je vous avoue qu'après avoir fait réflexion sur mes devoirs, je ne trouve rien où je sois plus engagée par honneur, par conscience et par reconnaissance qu'à Madame de Schomberg, qui m'a servie avec une fidélité toute extraordinaire. »

Louis XIV gardera un attachement particulier à Marie de Hautefort.

## Anecdote
- D'après les documents publiés en annexe par Victor Cousin et Jules Barthélémy Saint-Hilaire dans la troisième édition parue en 1868 de Madame de Hautefort, c'est le comte de Chavigny, Claude Bouthillier qui quand il écrivait au cardinal de Richelieu utilisait ce nom de code de « La Créature » pour désigner Marie[4].
- La Calprenède a écrit sous le nom de sa femme Les Nouvelles ou les Divertissements de la princesse Alcidiane, roman à clés qui évoque les amours contrariées de Marie et Louis XIII[3].

### Sources et bibliographie
- La Vie de Marie de Hautefort, duchesse de Schomberg, dame d'atours de la Reine Anne Marie Mauricette d'Autriche, par une de ses amies, an VIII (1799), 77 pages, lire en ligne ;
- Victor Cousin, Madame de Hautefort et Madame de Chevreuse - Nouvelles études sur les femmes illustres et la société du XVIIe siècle, vol. 1, Paris, Didier et Cie, libraires-éditeurs, 1856, 510 p. (lire en ligne)
- Jean Maubourguet, « L'aurore de Marie d'Hautefort », Société historique et archéologique du Périgord, vol. 87, no 3,‎ 1960, p. 204-209 (lire en ligne)
- Jacques Magne, Marie de Hautefort, le grand amour de Louis XIII, Paris, éditions Perrin, 2000, 260 p. (ISBN 2-262-01634-8)